# 孟昭月
孟 昭月（もう しょうげつ）は中華民国の軍人。北京政府、直隷派に属した。字は子明。

## 事績
幼い時に父を亡くしたため、孟昭月は豆腐売りとして生計を立てていた。24歳の時に軍歴を開始し、辛亥革命時点では工兵営長を務めていた。また、時期は不明だが、日本陸軍士官学校も卒業したとされる。当初は王占元配下だったが、後に孫伝芳配下となっている。孫からは、陸軍第2師歩兵第3旅旅長を経て1921年（民国10年）には陸軍第10混成旅旅長に任ぜられた。
1922年（民国11年）8月、陸軍少将位と陸軍中将銜を授与された。1924年（民国13年）6月、敦威将軍の位を授かり、9月には金華・衢州・厳州鎮守使に任命された。同年12月、浙江寧台鎮守使に異動する。さらに浙江省城守備司令に任命された。1925年（民国13年）10月、江寧鎮守使兼南京衛戍司令兼第8師師長に任命される。1926年（民国15年）12月、五省聯軍第3方面軍司令兼浙江（浙軍）総司令代理に任命された。1927年（民国16年）、孫の敗退に際して孟は前敵総司令に任ぜられ、同年10月に参謀長として起用された。
翌年、孫伝芳軍壊滅に伴い、孟昭月は東北の張学良を頼って逃れたが、結局は天津のイギリス租界に寓居した。後に親日政権である中華民国臨時政府や汪兆銘政権から任官を呼びかけられたが、孟は全て拒否している。
これ以降の詳細な動向は不明だが、1967年に孟昭月は病没した。享年81。

## 注
1. 1 2 3 4 5  『台前県志』、710頁。
2. 1 2 3  徐（2007）、955頁。